# Andrew Murray (naturaliste)
Pour les articles homonymes, voir Murray et Andrew Murray.
Andrew Murray, né le 19 février 1812 à Édimbourg et mort le 10 janvier 1878 à Kensington (Londres), est un naturaliste écossais.
Murray est avocat à Édimbourg jusqu’en 1860. De 1860 à 1865, il est secrétaire pour la Royal Horticultural Society. C’est un spécialiste des Coniferae. Il travaille également sur les coléoptères, notamment sur les espèces néfastes pour les cultures. Ses collections sont conservées au British Museum pour l’essentiel et une partie dans les collections de zoologie de l’université d’Odessa. Il est membre de la Linnean Society of London et de la Royal Society of Edinburgh.